# Novalesiinae
Novalesiinae es una subfamilia de foraminíferos bentónicos de la familia Spiroplectamminidae, de la superfamilia Spiroplectamminoidea, del suborden Spiroplectamminina y del orden Lituolida. Su rango cronoestratigráfico abarca desde el Aptiense superior hasta el Albiense inferior (Cretácico inferior).

## Discusión
Clasificaciones previas incluían Novalesiinae en el suborden Textulariina, en el orden Textulariida, o en el orden Lituolida sin diferenciar el suborden Spiroplectamminina.

## Clasificación
Novalesiinae incluye al siguiente género:
- Novalesia †